# Финикс (градска писта)
Вижте пояснителната страница за други значения на Финикс.
Финикс Стрийт Сиркуит (на английски: Phoenix Street Circuit) е писта за провеждане на състезания от Формула 1. Тя използва улиците в центъра на Финикс, щата Аризона, САЩ.

## История
На нея се провежда стартът за Голямата награда на САЩ през сезони 1989, 1990 и 1991.
Първото състезание се състои на 4 юни 1989 г. Печели го Ален Прост, а поради силната пустинна жега, от стартирали 26, финишират едва 6. Това води до промяна в календара и следващата година състезанието е първо за сезона във Формула 1. Краят на провеждането на Голямата награда на САЩ във Финикс идва, след като става ясно, че местен фестивал на щраусите се радва на повече зрители отколкото стартът от Формула 1.

## Победители във Формула 1
| Година | Победител   | Болид          | Време       | Дължина на пистата | Обиколки | Средна скорост | Дата    |
| ------ | ----------- | -------------- | ----------- | ------------------ | -------- | -------------- | ------- |
| 1989   | Ален Прост  | Макларън Хонда | 2:01:23,133 | 3,800              | 75       | 140,873 км/ч   | 4 юни   |
| 1990   | Аертон Сена | Макларън Хонда | 1:52:32,829 | 3,800              | 72       | 145,858 км/ч   | 11 март |
| 1991   | Аертон Сена | Макларън Хонда | 2:00:47,828 | 3,721              | 81       | 149,706 км/ч   | 10 март |